# Zenda, Kansas
Zenda är en ort i Kingman County i Kansas. Vid 2010 års folkräkning hade Zenda 90 invånare.